# Trichocerca
Die Gattung Trichocerca gehört zur Familie Trichocercidae innerhalb der Rädertierchen. Die Arten werden im Deutschen auch als Rattenschwanz-Rädertierchen bezeichnet.

## Beschreibung
Die Tiere sind asymmetrisch verdreht und schwimmen daher in Schraubenlinien. Ein von Kielen begrenztes Streifenfeld befindet sich schräg über den Rücken. Entweder sind beide Zehen sind gleich lang, oder die rechte Zehe ist zurückgebildet und die linke Zehe ist lang.

## Arten (Auswahl)
- Trichocerca bicristata ist ungefähr 550 Mikrometer groß und besiedelt Tümpel und Teiche. Die Art ist im Frühjahr und Herbst zu finden.
- Trichocerca brachyura wird ungefähr 190 Mikrometer lang. Die Art lebt in stehenden Gewässern und kann im Frühjahr und Spätherbst gefunden werden.
- Trichocerca capucina erreicht ungefähr 425 Mikrometer und kommt in flachen Gewässern vor.
- Trichocerca cylindrica wird 430 bis 640 Mikrometer groß und ist im Sommer und Herbst im Plankton flacherer Gewässer anzutreffen.
- Trichocerca inermis ist eine 260 bis 300 Mikrometer große Art, die als Einzelgänger zwischen Wasserpflanzen lebt.
- Trichocerca longiseta erreicht eine Größe von 300 bis 500 Mikrometer. Die Art kommt im Frühjahr und Herbst zwischen Pflanzen in flachen Gewässern vor.
- Trichocerca porcellus wird 160 bis 245 Mikrometer lang und ist häufig in den Uferregionen von Teichen, Seen und Flüssen anzutreffen.
- Trichocerca pusilla ist eine 110 bis 180 Mikrometer große Art das Planktons von Seen, Teichen und Moorgewässern.
- Trichocerca rattus ist eine einzelgängerisch lebende Art der Teiche, Bäche und Moore, die 280 bis 420 Mikrometer groß wird.
- Trichocerca tigris wird 225 bis 300 Mikrometer groß und lebt in Seen, Teichen und Flüssen.